# Верхняя Серда
Ве́рхняя Серда́ (тат. Югары Сәрдә) — село в Атнинском районе Республики Татарстан. Административный центр Верхнесердинского сельского поселения.

## География
Расположено на реке Красной, в 15 км к юго-востоку от села Большая Атня.

## История
Село известно со времён Казанского ханства. В дореволюционных источниках фигурирует под названием Большая Серда. В XVIII — первой половине XIX вв. жители относились к категории государственных крестьян. Занимались земледелием, разведением скота, пчеловодством, кузнечным и мукомольным промыслами.
В «Списке населенных мест по сведениям 1859 года», изданном в 1866 году, населённый пункт упомянут как казённая деревня Большая Серда 2-го стана Казанского уезда Казанской губернии. Располагалась при речке Серде, по левую сторону Сибирского почтового тракта, в 50 верстах от губернского города Казани и в 18 верстах от становой квартиры в заштатном городе Арске. В деревне в 160 дворах жили 1027 человек (535 мужчин и 492 женщины). Была мечеть.
В 1867 году в селе была открыта церковно-приходская смешанная крещёно-татарская школа, с 1872 года состояла в ведении земства.
По сведениям переписи 1897 года, в деревне Серда Большая Казанского уезда Казанской губернии проживали 1013 человек (466 мужчин, 547 женщин), из них 1010 мусульман.
В начале XX века в Верхней Серде функционировали мечеть, 5 ветряных мельниц, кузница, 2 крупообдирки, 3 мелочные лавки. Земельный надел сельской общины составлял 1925,3 десятины.
До 1920 года село входило в Мульминскую волость Казанского уезда, Казанской губернии. С 1920 года в составе Арского кантона ТАССР. С 10.8.1930 в Тукаевском, с 25.3.1938 в Атнинском, с 12.10.1959 в Тукаевском, с 1.2.1963 в Арском, с 25.10.1990 в Атнинском районе.
В годы коллективизации в селе был организован первый колхоз (с 1983 года подсобное хозяйство Казанского оптико-механического завода, с 1994 года Верхнесердинский сельскохозяйственный кооператив). С 2005 года в составе «Агрофирма «Уныш», с 2013 года — ООО «Шахтер».

## Население
| 1782 | 1859 | 1897  | 1908  | 1920  | 1926  | 1938  |
| ---- | ---- | ----- | ----- | ----- | ----- | ----- |
| 288  | ↗965 | ↗1194 | ↗1307 | ↘1281 | ↗1368 | ↘1281 |
| 1958 | 1970 | 1979  | 1989  | 2000  | 2012  | 2013  |
| ↘470 | ↘379 | ↘309  | ↘237  | ↘221  | ↘179  | →179  |
| 2014 | 2015 | 2016  | 2017  |       |       |       |
| ↘171 | ↗176 | →176  | ↘171  |       |       |       |

Национальный состав
Согласно результатам переписи 2002 года, в национальной структуре населения села татары составляли 96% из 202 человек.

## Экономика
Жители работают преимущественно в ООО «Шахтер» (растениеводство, животноводство), занимаются полеводством и мясо-молочным скотоводством.

## Инфраструктура
В селе есть начальная школа (с 1932 г.), клуб, библиотека. 

## Религия
Мечеть (с 1995 г.).